# Pariah's Child
Albums de Sonata Arctica
Stones Grow Her Name
(2012) The Ninth Hour
(2016)
Pariah's Child est le huitième album studio du groupe finlandais Sonata Arctica, sorti en 2014 sous le label Nuclear Blast.
C'est le premier album du groupe avec le bassiste Pasi Kauppinen, qui remplace Marko Paasikoski.

## Liste des morceaux
Toutes les chansons sont écrites et composées par Tony Kakko.
| 1.    | The Wolves Die Young             | 4:13 |
| 2.    | Running Lights                   | 4:26 |
| 3.    | Take One Breath                  | 4:19 |
| 4.    | Cloud Factory                    | 4:17 |
| 5.    | Blood                            | 5:54 |
| 6.    | What Did You Do in the War, Dad? | 5:13 |
| 7.    | Half a Marathon Man              | 5:43 |
| 8.    | X Marks the Spot                 | 5:20 |
| 9.    | Love                             | 3:50 |
| 10.   | Larger Than Life                 | 9:57 |
| 53:06 |                                  |      |

Toutes les chansons sont écrites et composées par Tony Kakko.
| 11. | No Pain | 5:26 |

## Musiciens
- Tony Kakko : chant, claviers additionnels, arrangements, guitare acoustique additionnelle, chœurs
- Elias Viljanen : guitare
- Henrik Klingenberg : claviers
- Pasi Kauppinen : basse
- Tommy Portimo : batterie